# Willem Marinus van Rossum
Willem Marinus van Rossum (Zwolle, 3 settembre 1854 – Maastricht, 30 agosto 1932) è stato un cardinale e arcivescovo cattolico olandese.

## Biografia

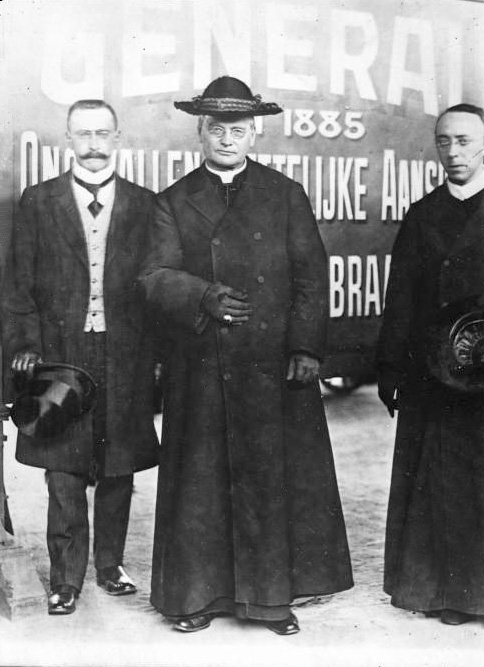
Il cardinale van Rossum fotografato dall'Agenzia Meurisse nel 1922

Figlio di Jan van Rossum e di Hendrika Veldwillelms, nel 1867 entrò nel seminario di Culemborg, quindi nel 1873 nella Congregazione del Santissimo Redentore. Fu ordinato sacerdote a Wittem nel 1879. Insegnò teologia e dogmatica a Wittem.
Si trasferì nella casa madre romana nel 1895.
Papa Pio X lo creò cardinale diacono nel concistoro del 27 novembre 1911, assegnandogli la diaconia di San Cesareo in Palatio, ma nel 1915 optò per il titolo di Santa Croce in Gerusalemme. Si trattò del primo nativo dei Paesi Bassi a essere nominato cardinale a seguito della ricostituzione della locale gerarchia episcopale nel 1853, e quindi dai tempi dall'arrivo della Riforma protestante nel paese. 
Fu prefetto di Propaganda Fide dal 1918 alla sua morte.
Morì il 30 agosto 1932 all'età di 77 anni.

## Genealogia episcopale e successione apostolica
La genealogia episcopale è:
- Cardinale Scipione Rebiba
- Cardinale Giulio Antonio Santori
- Cardinale Girolamo Bernerio, O.P.
- Arcivescovo Galeazzo Sanvitale
- Cardinale Ludovico Ludovisi
- Cardinale Luigi Caetani
- Cardinale Ulderico Carpegna
- Cardinale Paluzzo Paluzzi Altieri degli Albertoni
- Papa Benedetto XIII
- Papa Benedetto XIV
- Papa Clemente XIII
- Cardinale Marcantonio Colonna
- Cardinale Giacinto Sigismondo Gerdil, B.
- Cardinale Giulio Maria della Somaglia
- Cardinale Carlo Odescalchi, S.I.
- Cardinale Costantino Patrizi Naro
- Cardinale Lucido Maria Parocchi
- Papa Pio X
- Papa Benedetto XV
- Cardinale Willem Marinus van Rossum, C.SS.R.

La successione apostolica è:
- Vescovo Félix Couturier, O.P. (1919)
- Arcivescovo Pietro Pisani (1919)
- Arcivescovo Ernesto Cozzi (1920)
- Arcivescovo Giovanni Battista Federico Vallega (1921)
- Vescovo Henri Laurent Janssens, O.S.B. (1921)
- Vescovo Louis-Justin Gumy, O.F.M.Cap. (1921)
- Arcivescovo Mario Giardini, B. (1921)
- Vescovo Joseph Gjonali (1922)
- Arcivescovo Adriaan Smets (1922)
- Arcivescovo Bernhard Adriaan Jordaan Gijlswijk, O.P. (1922)
- Vescovo Johannes Michael Buckx, S.C.I. (1923)
- Cardinale Alexis-Henri-Marie Lépicier, O.S.M. (1924)
- Arcivescovo Constantino Ajutti (1925)
- Cardinale Edward Aloysius Mooney (1926)
- Vescovo John Francis Norton (1926)
- Arcivescovo Giovanni Battista della Pietra, S.I. (1927)
- Arcivescovo Paschal Charles David Robinson, O.F.M. (1927)
- Arcivescovo Giuseppe Nogara (1928)
- Vescovo Evarist Zhang Zhiliang (1929)
- Vescovo Martin Meulenberg, S.M.M. (1929)
- Arcivescovo Giovanni Battista Dellepiane (1929)
- Arcivescovo Edoardo Tonna (1930)
- Vescovo Olaf Offerdahl (1930)
- Vescovo Pierre-Henri-Noël Gubbels, O.F.M. (1930)
- Cardinale Carlo Salotti (1930)
- Vescovo Jean-François Cuvelier, C.SS.R. (1930)
- Vescovo Francesco Saverio Bini, M.C.C.I. (1930)
- Arcivescovo Leo Peter Kierkels, C.P. (1931)
- Vescovo Emilio Cecco, C.S.I. (1931)
- Vescovo Luigi Drago (1932)
- Vescovo Franciscus Joosten, C.I.C.M. (1932)